# Unión Deportiva Las Palmas
La Unión Deportiva Las Palmas, S. A. D. també coneguda simplement com a Unión Deportiva o Las Palmas és un club de futbol de la ciutat de Las Palmas de Gran Canaria, a l'illa de Gran Canària. El club fou fundat el 22 d'agost de 1949 i actualment juga a la segona divisió espanyola. Els colors que identifiquen el club són el blau i el groc. Des de 2003 juga com a local a l'Estadi de Gran Canària, propietat del Cabildo. El seu filial és el Las Palmas Atlético, que actualment milita a Tercera Federació espanyola.

## Història
El club va ser fundat el 22 d'agost de 1949, quan es van fusionar cinc equips de futbol de la ciutat : CD Gran Canaria (fundat el 1914), Atlético Club (1921), Real Club Victoria (1911, abans anomenat Sporting Victoria), Arenas Club i Marino FC (1911). Els escuts d'aquests cinc equips figuren a l'escut vigent del club.

## Dades del club
- Temporades a Primera divisió: 36
- Temporades a Segona divisió: 33
- Temporades a Segona B: 6
- Millor posició a la lliga: 2n (Primera divisió temporada 1968/1969)
- Millor classificació a la Copa del Rei: Finalista (1978)
- Millor classificació a la Copa de la UEFA: Vuitens de final (1973)

## Plantilla 2025-26
A 25 juliol 2025
| N. | Pos. | Nac. | Jugador                                  |
| -- | ---- | --- | ---------------------------------------- |
| 1  | POR  | [[Fitxer:Flag of Croatia.svg\|23x15px\|border \|alt=Croàcia\|link=Selecció de futbol de Croàcia\|{{#if:\|]]                                    | Dinko Horkaš                             |
| 2  | DEF  | [[Fitxer:Flag of Spain.svg\|23x15px\|border \|alt=Espanya\|link=Selecció de futbol d'Espanya\|{{#if:\|]]                                       | Marvin Park                              |
| 3  | DEF  | [[Fitxer:Flag of Catalonia.svg\|23x15px\|border \|alt=Catalunya\|link=Selecció de futbol de Catalunya\|{{#if:\|]]                              | Mika Mármol                              |
| 4  | DEF  | [[Fitxer:Flag of Spain.svg\|23x15px\|border \|alt=Espanya\|link=Selecció de futbol d'Espanya\|{{#if:\|]]                                       | Álex Suárez (3r capità)                  |
| 5  | DEF  | [[Fitxer:Flag of Spain.svg\|23x15px\|border \|alt=Espanya\|link=Selecció de futbol d'Espanya\|{{#if:\|]]                                       | Juanma Herzog                            |
| 6  | DEF  | [[Fitxer:Flag of Spain.svg\|23x15px\|border \|alt=Espanya\|link=Selecció de futbol d'Espanya\|{{#if:\|]]                                       | Sergio Barcia (cedit pel Legia Varsòvia) |
| 7  | DAV  | [[Fitxer:Flag of Spain.svg\|23x15px\|border \|alt=Espanya\|link=Selecció de futbol d'Espanya\|{{#if:\|]]                                       | Pejiño                                   |
| 8  | DEF  | [[Fitxer:Flag of Spain.svg\|23x15px\|border \|alt=Espanya\|link=Selecció de futbol d'Espanya\|{{#if:\|]]                                       | Enrique Clemente                         |
| 9  | DAV  | [[Fitxer:Flag of Catalonia.svg\|23x15px\|border \|alt=Catalunya\|link=Selecció de futbol de Catalunya\|{{#if:\|]]                              | Marc Cardona                             |
| 10 | DAV  | [[Fitxer:Flag of Guinea.svg\|23x15px\|border \|alt=Guinea\|link=Selecció de futbol de Guinea\|{{#if:\|]]                                       | Sory Kaba                                |
| 12 | MIG  | [[Fitxer:Flag of France (1794–1815, 1830–1974).svg\|23x15px\|border \|alt=França\|link=Selecció de futbol de França\|{{#if:\|]]                | Enzo Loiodice                            |
| 13 | POR  | [[Fitxer:Flag of Spain.svg\|23x15px\|border \|alt=Espanya\|link=Selecció de futbol d'Espanya\|{{#if:\|]]                                       | Adrián Suárez                            |
| 14 | MIG  | [[Fitxer:Flag of the Valencian Community (2x3).svg\|23x15px\|border \|alt=País Valencià\|link=Selecció de futbol del País Valencià\|{{#if:\|]] | Manu Fuster                              |
| 15 | MIG  | [[Fitxer:Flag of Panama.svg\|23x15px\|border \|alt=Panamà\|link=Selecció de futbol de Panamà\|{{#if:\|]]                                       | Edward Cedeño                            |

| N. | Pos. | Nac. | Jugador                                       |
| -- | ---- | --- | --------------------------------------------- |
| 16 | MIG  | [[Fitxer:Flag of Italy.svg\|23x15px\|border \|alt=Itàlia\|link=Selecció de futbol d'Itàlia\|{{#if:\|]]              | Lorenzo Amatucci (cedit per l'ACF Fiorentina) |
| 17 | DAV  | [[Fitxer:Flag of Spain.svg\|23x15px\|border \|alt=Espanya\|link=Selecció de futbol d'Espanya\|{{#if:\|]]            | Jaime Mata                                    |
| 18 | MIG  | [[Fitxer:Flag of Spain.svg\|23x15px\|border \|alt=Espanya\|link=Selecció de futbol d'Espanya\|{{#if:\|]]            | Viti Rozada                                   |
| 19 | DAV  | [[Fitxer:Flag of Spain.svg\|23x15px\|border \|alt=Espanya\|link=Selecció de futbol d'Espanya\|{{#if:\|]]            | Sandro Ramírez (2n capità)                    |
| 20 | MIG  | [[Fitxer:Flag of Spain.svg\|23x15px\|border \|alt=Espanya\|link=Selecció de futbol d'Espanya\|{{#if:\|]]            | Kirian Rodríguez (capità)                     |
| 21 | MIG  | [[Fitxer:Flag of Spain.svg\|23x15px\|border \|alt=Espanya\|link=Selecció de futbol d'Espanya\|{{#if:\|]]            | Jonathan Viera                                |
| 22 | DAV  | [[Fitxer:Flag of Spain.svg\|23x15px\|border \|alt=Espanya\|link=Selecció de futbol d'Espanya\|{{#if:\|]]            | Ale García                                    |
| 23 | MIG  | [[Fitxer:Flag of Spain.svg\|23x15px\|border \|alt=Espanya\|link=Selecció de futbol d'Espanya\|{{#if:\|]]            | Iván Gil                                      |
| 24 | DAV  | [[Fitxer:Flag of Cameroon.svg\|23x15px\|border \|alt=Camerun\|link=Selecció de futbol del Camerun\|{{#if:\|]]       | Iván Cédric                                   |
| 29 | DAV  | [[Fitxer:Flag of Spain.svg\|23x15px\|border \|alt=Espanya\|link=Selecció de futbol d'Espanya\|{{#if:\|]]            | Adam Arvelo                                   |
| 30 | POR  | [[Fitxer:Flag of Argentina.svg\|23x15px\|border \|alt=Argentina\|link=Selecció de futbol de l'Argentina\|{{#if:\|]] | Álvaro Killane                                |
| —  | MIG  | [[Fitxer:Flag of Uruguay.svg\|23x15px\|border \|alt=Uruguai\|link=Selecció de futbol de l'Uruguai\|{{#if:\|]]       | Jeremía Recoba                                |
| —  | DAV  | [[Fitxer:Flag of Spain.svg\|23x15px\|border \|alt=Espanya\|link=Selecció de futbol d'Espanya\|{{#if:\|]]            | Jesé                                          |

### Equip reserva
| N. | Pos. | Nac. | Jugador            |
| -- | ---- | --- | ------------------ |
| 26 | MIG  | [[Fitxer:Flag of Spain.svg\|23x15px\|border \|alt=Espanya\|link=Selecció de futbol d'Espanya\|{{#if:\|]]            | Iñaki González     |
| 27 | DEF  | [[Fitxer:Flag of Argentina.svg\|23x15px\|border \|alt=Argentina\|link=Selecció de futbol de l'Argentina\|{{#if:\|]] | Valentín Pezzolesi |
| 28 | MIG  | [[Fitxer:Flag of Spain.svg\|23x15px\|border \|alt=Espanya\|link=Selecció de futbol d'Espanya\|{{#if:\|]]            | Sergio Viera       |
| 32 | DAV  | [[Fitxer:Flag of Spain.svg\|23x15px\|border \|alt=Espanya\|link=Selecció de futbol d'Espanya\|{{#if:\|]]            | Sergio Ruíz        |

| N. | Pos. | Nac. | Jugador          |
| -- | ---- | --- | ---------------- |
| 37 | DAV  | [[Fitxer:Flag of Spain.svg\|23x15px\|border \|alt=Espanya\|link=Selecció de futbol d'Espanya\|{{#if:\|]]          | Arturo Rodríguez |
| 38 | MIG  | [[Fitxer:Flag of Venezuela.svg\|23x15px\|border \|alt=Veneçuela\|link=Selecció de futbol de Veneçuela\|{{#if:\|]] | Josito González  |
| —  | DEF  | [[Fitxer:Flag of Spain.svg\|23x15px\|border \|alt=Espanya\|link=Selecció de futbol d'Espanya\|{{#if:\|]]          | Diego Martín     |
| —  | DAV  | [[Fitxer:Flag of Spain.svg\|23x15px\|border \|alt=Espanya\|link=Selecció de futbol d'Espanya\|{{#if:\|]]          | Johan Guedes     |

### Altres jugadors amb contracte
| N. | Pos. | Nac. | Jugador          |
| -- | ---- | --- | ---------------- |
| —  | POR  | [[Fitxer:Flag of the Netherlands.svg\|23x15px\|border \|alt=Països Baixos\|link=Selecció de futbol dels Països Baixos\|{{#if:\|]] | Jasper Cillessen |

### Cedits a altres equips
| N. | Pos. | Nac. | Jugador                                                     |
| -- | ---- | --- | ----------------------------------------------------------- |
| —  | MIG  | [[Fitxer:Flag of Côte d'Ivoire.svg\|23x15px\|border \|alt=Costa d'Ivori\|link=Selecció de futbol de la Costa d'Ivori\|{{#if:\|]] | Aboubacar Bassinga (al AD Ceuta fins al 30 de juny de 2026) |

## Entrenadors
- 1949-1950: Francisco M. Arencibia
- 1950: Nicolás Martinón
- 1950: Jesús Navarro Mazzotti
- 1950: Carmelo Campos
- 1950-1951: Arsenio Arocha
- 1951-1952: Luis Valle
- 1952-1953: Patrici Caicedo
- 1953-1954: Jesús Navarro Mazzotti
- 1954-1957: Satur Grech
- 1957: José Ignacio Urbieta
- 1957-1958: Luis Molowny
- 1958-1959: Baltasar Albéniz
- 1959: Luis Molowny
- 1959-1960: Marcel Domingo
- 1960-1961: Casimiro Benavente
- 1961-1962: Paco Campos
- 1962-1963: Rosendo Hernández
- 1963-1966: Vicente Dauder
- 1966-1968: Juan Ochoa
- 1968-1970: Luis Molowny
- 1970: Rosendo Hernández
- 1970-1971: Héctor Rial
- 1971-1975: Pierre Sinibaldi
- 1975-1976: Heriberto Herrera
- 1976-1977: Roque Olsen
- 1977-1979: Miguel Muñoz
- 1979-1980: Antonio Ruiz
- 1980-1982: José Manuel León
- 1982: Heriberto Herrera
- 1982-1983: Walter Skocic
- 1983: José Manuel León
- 1983-1984: Héctor Nuñez
- 1984: Germán Dévora
- 1984-1985: Roque Olsen
- 1985-1986: José Alzate
- 1986: Ruiz Caballero
- 1986-1987: Ferenc Kovacs
- 1987-1988: Germán Dévora
- 1988: Roque Olsen
- 1988-1989: Álvaro Pérez
- 1989-1990: Paquito
- 1990-1991: Manolo Cardo
- 1991: Miguel Ángel Brindisi
- 1991-1992: Roque Olsen
- 1992: Benet Joanet
- 1992-1993: Álvaro Pérez
- 1993-1994: Iñaki Sáez
- 1994: Marco Antonio Boronat
- 1994-1995: Paco Castellano
- 1995: Iñaki Sáez
- 1995-1996: Pacuco Rosales
- 1996: Ángel Cappa
- 1996-1997: Paco Castellano
- 1997-1998: Mariano García Remón
- 1998-1999: Paco Castellano
- 1999: Juan Antonio Quintana Nieves
- 1999-2001: Sergio Kresic
- 2001-2002: Fernando Vázquez
- 2002-2003: Josu Uribe
- 2003-2004: Juan Manuel Rodríguez
- 2004: David Vidal
- 2004: Henri Stambouli
- 2004: Tino Luis
- 2004-2005: David Amaral
- 2005: Carlos Sánchez Aguiar
- 2005-2006: Josip Visjnic
- 2006: Juanito Rodríguez
- 2006: Carlos Sánchez Aguiar
- 2006-2007: Juanito Rodríguez
- 2007-2008: Juan Manuel Rodríguez
- 2008-2009: Javier Vidales
- 2009: Paco Castellano
- 2009: Sergije Krešić
- 2010: Paco Jémez
- 2011: Rodríguez
- 2012: Lobera
- 2014: Josico
- 2014: Paco Herrera
- 2015–2017: Quique Setién
- 2017: Manolo Márquez
- 2017: Pako Ayestarán
- 2017–2018: Paco Jémez
- 2018: Manolo Jiménez
- 2018–2019: Paco Herrera
- 2019–2022: Pepe Mel
- 2022–2024: García Pimienta
- 2024: Luis Carrión
- 2024–: Diego Martínez

## Presidents
- 1949 José del Río Amor
- 1950 Eufemiano Fuentes Díaz
- 1955 Luis Navarro Carló
- 1957 Ramón Naranjo Hermosilla
- 1958 Cecilio López Pérez
- 1959 Juan Trujillo Febles
- 1974 Atilio Ley Duarte
- 1982 José Aguilar Hernández
- 1984 Domingo Ponce Arencibia
- 1988 Fernando Arencibia Hernández
- 1989 Gonzalo Medina Ramos
- 1992 Luis Sicilia García
- 1994 Fernando Arencibia Hernández
- 1995 Adrián Déniz Marrero
- 1997 Germán Suárez Domínguez
- 1998 Ángel Luis Tadeo Tejera
- 1999 Manuel García Navarro
- 2001 Luis Sicilia García
- 2002 Luis González Rodríguez
- 2003 Ricardo Ríos Martín
- 2003 Manuel García Navarro
- 2005 Miguel Ángel Ramírez Alonso

## Palmarès
- Segona Divisió espanyola (4 primeres posicions): 1953-54, 1963-64, 1984-85, 1999-00
- Trofeu Ciudad de Las Palmas de Gran Canaria (4): 2000, 2001, 2002, i 2006.
- Trofeu de San Ginés (5): 1989, 1993, 1995, 1996 i 2005.
- Trofeu Teide (2): 1987 i 2006
- Trofeu Concepción Arenal (1): 1976
- Torneig Internacional de Maspalomas (1): 2008